# Agness
Agness az Amerikai Egyesült Államok északnyugati részén, Oregon állam Curry megyéjében, az Illinois és Rogue folyók találkozásánál elhelyezkedő önkormányzat nélküli település.
A posta 1897. október 16-án nyílt meg; a település névadója Agnes, a hivatal vezetőjének lánya. Itt közlekedik az ország két utolsó postahajójáratának egyike. A térséget érintették a 2002-es erdőtüzek.
A Közép-Curry megyei tankerület által fenntartott általános iskola 2010-ben zárt be.

## Éghajlat
A település éghajlata mediterrán (a Köppen-skála szerint Csb).

## Fordítás
- Ez a szócikk részben vagy egészben  az   Agness, Oregon című angol Wikipédia-szócikk ezen változatának fordításán alapul.  Az eredeti cikk szerkesztőit annak laptörténete sorolja fel. Ez a jelzés csupán a megfogalmazás eredetét és a szerzői jogokat jelzi, nem szolgál a cikkben szereplő információk forrásmegjelöléseként.